# Ngampon (Ampel)
Ngampon is een bestuurslaag in het regentschap Boyolali van de provincie Midden-Java, Indonesië. Ngampon telt 1556 inwoners (volkstelling 2010).